# Hanns Schulze
Hanns Schulze (* 3. Juni 1884 in Frankfurt am Main; † Dezember 1931) war ein deutscher Kunsthistoriker und Verlagsdirektor.

## Leben
Hanns Schulze war der Sohn des Zahnarztes Hans Schulze-Hein. Er besuchte das Goethe-Gymnasium in Frankfurt und studierte nach dem Abitur ab 1905 in Berlin und Heidelberg zunächst Medizin. Ab 1906 studierte er Kunstgeschichte in Heidelberg und wurde dort 1909 bei Henry Thode mit einer Arbeit zu dem Maler Agnolo Bronzino promoviert. 1910 bis 1912 war er als Volontär am Kupferstichkabinett in Berlin tätig, danach als Kunstkritiker und im Kunsthandel. Zum 1. Oktober 1916 wurde er als Nachfolger von Anton Mayer Direktor des Großherzoglichen Museums für Kunst und Kunstgewerbe in Weimar, musste dieses Amt jedoch zum 31. März 1917 wegen des Bekanntwerdens seiner homosexuellen Neigungen erzwungenermaßen wieder aufgeben. Seit 1923 war er Verlagsdirektor des 8 Uhr-Abendblatts (National-Zeitung) in Berlin.
Verheiratet war er mit der Schriftstellerin Ola Alsen (1880–1956).

## Veröffentlichungen (Auswahl)
- Angelo Bronzinos Werke. Dissertation Heidelberg 1909.
- Die Werke Angelo Bronzinos (= Zur Kunstgeschichte des Auslandes Heft 81). Heitz, Straßburg 1911.
- Das weibliche Schönheitsideal in der Malerei. 200 Nachbildungen mit geschichtlicher Einführung und Erläuterungen (= Die Kunst in Bildern [4]). Diederichs, Jena 1912.